# Медаль Хімічного інституту Канади
Меда́ль Хімі́чного інсти́туту Ка́нади (англ. Chemical Institute of Canada Medal), також відома як Меда́ль ХІК (англ. CIC Medal) — найвища відзнака, яку присуджує Хімічний інститут Канади.

## Історія
Нагорода присвячена виділенню нікелю Фредеріком Кронштедтом у 1751 році. Спочатку медалі були спонсоровані Міжнародною нікелевою компанією і складалися з 227 г чистого паладію. Спонсорство закінчилося у 2006 році, відтоді медалі виготовляються з посрібленого нікелю.

## Умови
Нагороджується щорічно з 1951 року і вручається «особі, яка зробила видатний внесок у хімічну науку або хімічну інженерію в Канаді».

## Вручення
Медаль вручається на щорічній Канадській конференції та виставці з хімії або Канадській конференції з хімічної інженерії, на якій лавреат виступає з пленарною лекцією.

## Лавреати
Нижче наведений перелік лавреатів головної відзнаки Хімічного інституту Канади:
- 1951 — Торберґур Торвальдсон(інші мови)
- 1952 — Отто Маасс(інші мови)
- 1953 — Едґар Стісі(інші мови)
- 1954 — Р. К. Стретфорд(інші мови)
- 1955 — Альвін Р. Ґордон(інші мови)
- 1956 — Лео Маріон(інші мови)
- 1957 — Гаррі Тод(інші мови)
- 1958 — Карл А. Вінклер(інші мови)
- 1959 — Річард Г. Ф. Манске(інші мови)
- 1960 — Кліффорд Б. Пурвс(інші мови)
- 1961 — Вільям Ґ. Шнайдер(інші мови)
- 1962 — Еріх Бар(інші мови)
- 1963 — Карел Віснер(інші мови)
- 1964 — Раймон Лем'є(інші мови)
- 1965 — Пол-Ентоні Жиґер(інші мови)
- 1966 — Вільям Г. Ґаувін(інші мови)
- 1967 — Гаррі Ґаннінґ(інші мови)
- 1968 — Джеймс А. Моррісон(інші мови)
- 1969 — Чарльз А. Макдовелл(інші мови)
- 1970 — Дональд Д. Ле Руа(інші мови)
- 1971 — Кіт Дж. Лейдлер(інші мови)
- 1972 — Ґергард Герцберґ
- 1973 — Стенлі Мейсон(інші мови)
- 1974 — Гарольд Бернштайн(інші мови)
- 1975 — Браян Еванс Конвей(інші мови)
- 1976 — Джон Полані
- 1977 — Рональд Джиллеспі(інші мови)
- 1978 — Р. Й. Цветанович(інші мови)
- 1979 — Бернард Белло(інші мови)
- 1980 — В. Говард Рапсон(інші мови)
- 1981 — Кіт У. Інґольд(інші мови)
- 1982 — Пол Хосе де Майо(інші мови)
- 1983 — Кемілл Сендорфі(інші мови)
- 1984 — Пітер Яйтс(інші мови)
- 1985 — Адріан Ґ. Брук(інші мови)
- 1986 — Пол Кебарл(інші мови)
- 1987 — Джон Ч. Д. Бренд(інші мови)
- 1988 — Стівен Ганесян(інші мови)
- 1989 — Джон Л. Голмс(інші мови)
- 1990 — Ашок Віж(інші мови)
- 1991 — Кіт Яйтс(інші мови)
- 1992 — Дональд А. Рамзі(інші мови)
- 1993 — Пол Брумер(інші мови)
- 1994 — Вільям А. Ґ. Ґрегем(інші мови)
- 1995 — Дж. Браян Джонс(інші мови)
- 1996 — Ґ. Майкл Банкрофт(інші мови)
- 1997 — Говард Алпер(інші мови)
- 1998 — Річард Дж. Пуддефатт(інші мови)
- 1999 — Тіто Скаяно(інші мови)
- 2000 — Браян Р. Джеймс(інші мови)
- 2001 — Джофрі Озін(інші мови)
- 2002 — Кріс Бріон(інші мови)
- 2003 — Реймонд Капрал(інші мови)
- 2004 — Мітчелл Віннік(інші мови)
- 2005 — Пітер Ґузрі(інші мови)
- 2006 — Рональд Клуґер(інші мови)
- 2007 — Дітгард Беме(інші мови)
- 2008 — Джон К. Ведерас(інші мови)
- 2009 — Р. Дж. Двейн Міллер(інші мови)
- 2010 — Том Зіґлер(інші мови)
- 2011 — Аді Айзенберґ(інші мови)
- 2012 — Реймонд Андерсен(інші мови)
- 2013 — Марк Лотенс(інші мови)
- 2014 — Дуґлас Стівен(інші мови)
- 2015 — Аксель Беке(інші мови)
- 2016 — Стівен Візерс(інші мови)
- 2017 — Євгенія Кумачова
- 2018 — Андре Чаретт(інші мови)
- 2019 — Лінда Ф. Назар(інші мови)
- 2020 — Джонатан Аббатт(інші мови)
- 2021 — Моллі Шойчет(інші мови)
- 2022 — Чао Цзюнь Лі(інші мови)
- 2023 — Януш Павлішин(інші мови)
- 2024 — Воррен Е. Пірс(інші мови)